# Moth into Flame
"Moth into Flame" é uma música do Conjunto Musical estado-unidense de Rock/Metal Metallica. Foi lançado como o segundo single de seu décimo álbum de estúdio, Hardwired...to Self-Destruct. A canção estreou durante a aparição da banda no The Howard Stern Show em 26 de setembro de 2016, com o vídeo oficial da canção que foi enviado para o canal oficial da banda no YouTube horas mais tarde. A canção fez sua estreia ao vivo no Webster Hall em 27 de setembro de 2016, no 30º aniversário da morte do ex-baixista Cliff Burton. Foi a musica oficial do evento NXT TakeOver XXX da WWE.

## Antecedentes
James Hetfield afirmou que Amy Winehouse serviu de inspiração para a canção depois de ter assistido ao documentário Amy de 2015. "A canção foi um tanto inspirada no documentário de Amy Winehouse, "Amy". Quando eu assisti, fiquei muito triste que uma pessoa talentosa como essa tenha caído na fama. Mas, até certo ponto, vejo essa mentalidade refletido na vida cotidiana".

## Integrantes
- James Hetfield - vocais, guitarra rítmica
- Kirk Hammett - guitarra
- Robert Trujillo - baixo
- Lars Ulrich - bateria

## Desempenho nas tabelas musicais
| Tabelas musicais (2016)                                 | Melhor posição |
| ------------------------------------------------------- | -------------- |
| Estados Unidos (Billboard Hot Rock & Alternative Songs) | 15             |
| Estados Unidos (Billboard Mainstream Rock)              | 5              |
| Estados Unidos (Billboard Rock Airplay)                 | 15             |
| Hungria (Single Top 40)                                 | 15             |
| Suécia (Sverigetopplistan)                              | 91             |